# HD 153258
HD 153258，又名CD-4511123，SAO 227547、HR 6303，是一颗恒星，视星等为6.65，位于銀經341.35，銀緯-1.98，其B1900.0坐标为赤經16h 53m 14.6s，赤緯-45° -1.98′ 1″。